# Giwat Charsina
Giwat Charsina (hebr. גבעת חרסינה) – samorząd lokalny  w Izraelu, w dystrykcie Judea i Samaria, w zachodniej części Judei. Miasteczko leży przy Hebronie, pomiędzy terytoriami Autonomii Palestyńskiej.

## Historia
Osada została założona w 1983 roku.